# أبو الفضل الطهراني
الميرزا أبو الفضل الطهراني الكلانتري النوري (1273 هـ - 1316 هـ). هو رجل دين وأديب وشاعر ورجل دين شيعي إيراني، وكان من أبرز تلامذة محمد حسن الشيرازي، وينتمي لأسرة دينيَّة معروفة إذ أنَّ والده أبو القاسم الكلانتري من العلماء المشهورين والمعروفين. اشتهر الطهراني بكونه أحد شرَّاح زيارة عاشوراء إذ كتب كتابه المبسوط شفاء الصدور في شرح زيارة العاشور في شرحها. وهو موثقٌ عند عدد من رجاليي الشيعة كعبَّاس القمي،(1) وعلي التبريزي،(2) وغيرهما.

## مؤلفاته
| - شفاء الصدور في شرح زيارة العاشور. هو أحد أشهدر كتبه، وهو في شرح زيارة عاشوراء. كتبه باللغة الفارسيَّة، ثمَّ عرَّبه محمد شعاع فاخر في مجلَّدين. - قلائد الدرر في نظم اللؤلؤ المنتشر. كتابٌ في علم الصرف. - صدح الحمامة في ترجمة الوالد العلاَّمة. في ترجمة والده أبو القاسم الكلانتري. - تميمة الحديث. في علم الدرايَّة. - الدر الفتيق. ذكره الطهراني في الذريعة بعنوان رجال الميرزا أبي الفضل الطهراني. - منية البصير في بيان كيفية الغدير. | - رسالة عشقية. - منظومة في النحو. - ميزان الفلك. في الهيئة. - حاشية الأسفار. - حاشية رجال النجاشي. - حاشية فرائد الأصول. - حاشية المكاسب. حاشيةٌ على كتاب المكاسب لمؤلّفه مرتضى الأنصاري. |

## شعره
الطهراني ناظمٌ للأشعار العربيَّة والفارسيَّة، وله ديوان عربي مطبوع، ويضمُّ الكثير من المراثي والمدائح بحق أهل البيت، وقسم كبير في النصائح والمواعظ، كما أنَّ له طائفة كبيرة من الشعر في مدح أستاذه محمد حسن الشيرازي - قائد ثورة التبغ في إيران -. وقد نقل جواد شبَّر في كتابه أدب الطف شيئاً من شعر الطهراني في رثاء الحسين بن علي بن أبي طالب منها هذه الأبيات:

## الهوامش
- 1 - ذكره عبَّاس القمِّي في كتاب الكنى والألقاب في ترجمته لوالده أبي القاسم كلانتر، فقال ما نصّه: ”العالم الأديب الأريب خاتم رقيمة الأدب والفضل الحاج ميرزا أبو الفضل صاحب كتاب شفاء الصدور في شرح زيارة العاشور“. ويستمّر القمي بقوله: ”وكان الميرزا أبو الفضل المذكور عالما فاضلاً فقيهاً أصولياً متكلماً عارفاً بالحكمة والرياضيات مطلعاً على السير والتواريخ أديباً شاعراً حسن المحاضرة ينظم الشعر الجيد“.[11]
- 2 - ذكره علي التبريزي في مرآة الكتب وقال عنه: ”كان من علماء طهران المعاصرين، فاضلا فقيهاً متكلماً أديباً“.[12]